# يوزيف بيرتا
يوزيف بيرتا (بالمجرية: Berta József)‏ هو لاعب كرة قدم مجري، ولد في 25 أكتوبر 1912 في زغتفار في المجر، وتوفي في 9 أبريل 1981 في Vaison-la-Romaine ‏ في فرنسا. شارك مع منتخب المجر لكرة القدم.

## وصلات خارجية
- يوزيف بيرتا على موقع ناشيونال فوتبول تيمز (الإنجليزية)
- يوزيف بيرتا على موقع عالم كرة القدم.نت (الإنجليزية)
- يوزيف بيرتا على موقع أوليمبيديا (الإنجليزية)